# Tyrone GAA
Il Tyrone County Board, più conosciuto come Tyrone GAA, è uno dei 32 county board irlandesi responsabile della promozione degli sport gaelici nella contea di Tyrone e dell'organizzazione dei match della propria rappresentativa con altre contee. Tyrone GAA è usato anche per indicare le franchigie degli sport gaelici della contea.

## Calcio gaelico
Nonostante sia oggi una delle formazioni di primo piano del panorama del calcio gaelico attuale, le fortune della franchigia sono tutte relativamente recenti.

### Storia

#### XX secolo
Per la totalità della prima metà del XX secolo Tyrone è sempre stata assente dalla grande scena irlandese e non ha mai conquistato alcun trofeo principale. I primi titoli dell'Ulster vennero conseguiti nel biennio 1956 e 1957, ma la squadra venne estromessa sempre in semifinale All-Ireland prima da Galway e poi da Louth. 
Passarono sedici anni senza altre vittorie, interrotti dal titolo provinciale del 1973. Anche in questo caso Tyrone venne eliminata nella successiva semifinale da Cork.
Negli anni '80 Tyrone fu una delle protagoniste dell'innalzamento della competitività delle squadre dell'Ulster, definitivamente consacrato negli anni '90 da numerose vittorie di varie compagini diverse. La squadra si impose a livello provinciale nel 1984 venendo però ancora una volta eliminata in semifinale All-Ireland stavolta da Dublino. L'appuntamento fu rimandato al 1986, con il quinto titolo dell'Ulster e finalmente la prima finale All-Ireland. La squadra incontrò un Kerry particolarmente forte che si impose nettamente vincendo il suo terzo titolo di fila. Nuovamente campione provinciale nel 1989, Tyrone si arrese stavolta in semifinale contro Mayo.
Negli anni '90 Tyrone vinse due campionati dell'Ulster nel 1995 e 1996. Nella prima occasione riuscì a raggiungere anche la finale All-Ireland nuovamente contro Dublino. La partita fu molto combattuta e vinta dai Dubs di una sola misura e fra molte polemiche per un punto annullato a Tyrone allo scadere: l'arbitro Russell, coperto dai giocatori, fischiò fallo in quanto secondo lui Peter Canavan, nel passare la palla al suo compagno Sean McLaughlin, l'aveva toccata a terra con la mano. L'episodio divenne oggetto di molte aspre discussioni tra i tifosi della squadra che non si sarebbero placate fino al titolo vinto nel 2003.

#### XXI secolo

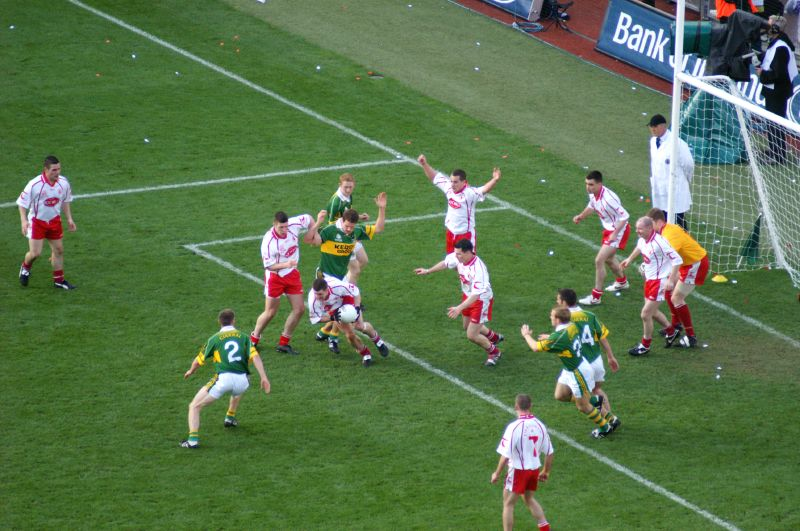
La blanket defence in azione contro Kerry

Il periodo d'oro della contea è stato il primo decennio degli anni 2000. 
Nuovamente campione provinciale nel 2001, la squadra ebbe poca fortuna nella All-Ireland: era la prima edizione in cui vennero inaugurate le qualificazioni tramite backdoor per le squadre non campioni e Tyrone trovò sul suo cammino Derry, già incontrata e nettamente battuta nel torneo provinciale. Nelle eliminatorie a sorpresa si imposero tuttavia gli avversari.
Dopo un 2002 deludente, nel 2003 la squadra venne presa in mano dall'allenatore Mickey Harte che rimodellò tatticamente la squadra disegnando un nuovo sistema difensivo che sarebbe diventato celebre e avrebbe influenzato il modo di concepire lo sport negli anni successivi. Già in quest'annata si evidenziò l'utilizzo di una tattica difensiva che sarebbe stata un marchio di fabbrica della franchigia e successivamente delle squadre dell'Ulster e che sarebbe diventata parte integrante del cosiddetto The System adottato poi dal Donegal, ovvero la Blanket Defence, che consisteva in una serie di movimenti difensivi che permettevano alla squadra di tornare dietro alla palla ogni qualvolta questa venisse persa a vantaggio degli avversari. Dopo un combattuto titolo provinciale, ottenuto nella finale replay contro Down, la squadra cominciò un cammino inarrestabile nella All-Ireland, imponendosi con distacco col Fermanagh e vincendo nettamente con il temibile Kerry in semifinale. In finale trovò Armagh che aveva raggiunto l'ultimo capitolo della competizione dopo aver fatto le eliminatorie dal primo turno. La partita finì 12-0 a 0-9 per i bianco-rossi che alzarono al cielo il titolo nazionale per la prima volta nella loro storia.

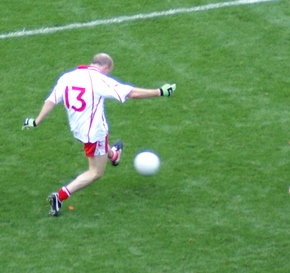
Peter Canavan, uno dei più importanti giocatori della storia di Tyrone qui mentre segna un gol nella finale del 2005

Arresisi l'anno successivo ai quarti, tornarono alla ribalta nel 2005, questa volta da non campioni provinciali: Armagh si prese infatti la rivincita della finale di due anni prima, vincendo la finale Ulster anche soltanto al replay. Sbrigata la pratica Monaghan nelle qualifiche, Tyrone trovò sul suo cammino prima Dublino, con la quale pareggiò il primo incontro segnato da un memorabile gol di Eoin Mulligan da solo in corsa contro cinque avversari. Nel successivo replay Dublino venne invece nettamente sconfitta: gli avversari in semifinale sarebbero stati nuovamente i rivali di Armagh, per la terza volta in un solo torneo. Nonostante i bianco-arancio fossero i freschi campioni dell'Ulster da poco più di 50 giorni proprio ai danni di Tyrone, questi ultimi si aggiudicarono una partita combattuta e molto difensiva, decisa da un punto nel finale per i bianco-rossi. 
In finale Tyrone trovò il Kerry e si impose 2-10 - 1-16, alzando il suo secondo trofeo nazionale in soli tre anni.

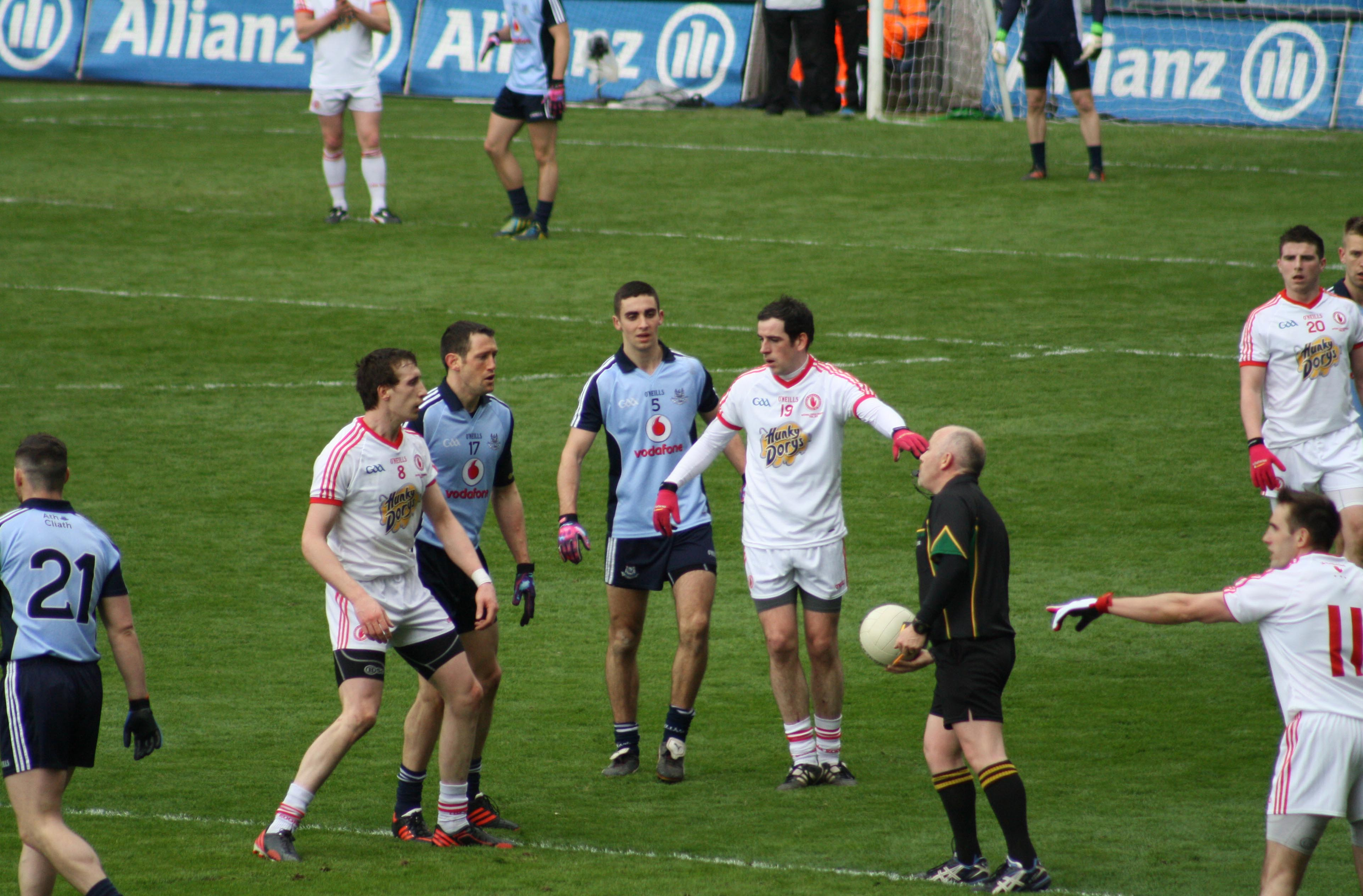
Partita di League del 2013 tra Tyrone e Dublino

Due anni deludenti, 2006 e 2007, cominciarono a far pensare alla fine di un ciclo. Il 2008 non sembrò partire meglio: il quarto di finale Ulster contro Down è ricordato come un classico della competizione provinciale, in quanto deciso ai supplementari del replay dopo un primo incontro terminato in pareggio. L'esito fu favorevole a Down, che costrinse Tyrone ad un lungo cammino nelle qualifiche. Nelle backdoors Tyrone eliminò facilmente Louth e Westmeath, faticando invece all'ultimo turno col temibile Mayo. Qualificatasi alla competizione, Tyrone sfoderò una prestazione maiuscola contro Dublino, imponendosi 3-14 a 1-08. Probabilmente ben rodata dalle numerose partite giocate per qualificarsi, la squadra trovò ulteriore convinzione da un cammino che si rivelava in discesa per le loro possibilità. Sconfitta una sorprendente Wexford in semifinale, Tyrone trovò sul suo cammino verso la Sam Maguire nuovamente Kerry, per una riedizione della finale di due anni prima. La compagine dell'Ulster si confermò una vera e propria bestia nera per il Kingdom, che fu nuovamente sconfitto, questa volta 0-14 a 1-15. Tyrone alzò per la terza volta la Sam Maguire, l'ultima della sua storia.
Seguirono altri titoli provinciali, nel 2007, 2009, 2010. Nel 2009 si sono arresi a Cork in semifinale All-Ireland. 
Tyrone ha vinto anche due National Football League, nel 2002 e nel 2003.

### Titoli
- All-Ireland Senior Football Championship: 3
  - 2003, 2005, 2008
- All-Ireland Under-21 Football Championship: 4
  - 1991, 1992, 2000, 2001
- All-Ireland Minor Football Championship: 7
  - 1947, 1948, 1973, 1998, 2001, 2004, 2008
- All-Ireland Junior Football Championship: 1
  - 1968
- All-Ireland Vocational Schools Championship: 9
  - 1967, 1969, 1970, 1988, 1989, 1998, 2004, 2005, 2007
- National Football League: 2
  - 2002, 2003
- Ulster Senior Football Championship: 13
  - 1956, 1957, 1973, 1984, 1986, 1989, 1995, 1996, 2001, 2003, 2007, 2009, 2010
- Ulster Under-21 Football Championship: 11
  - 1972, 1973, 1980, 1990, 1991, 1992, 2000, 2001, 2002, 2003, 2006
- Ulster Minor Football Championship: 21
  - 1931, 1934, 1946, 1947, 1948, 1967, 1971, 1972, 1973, 1975, 1976, 1978, 1988, 1993, 1997, 1998, 2001, 2003, 2004, 2007, 2008, 2010
- Ulster Junior Football Championship: 3
  - 1968, 1983, 1986
- Dr. McKenna Cup: 9
  - 1957, 1973, 1978, 1982, 1984, 2004, 2005, 2006, 2007
- Dr Lagan Cup: 3
  - 1943, 1957, 1958

## Hurling
L'hurling gode di una bassissima popolarità nella contea e ne è conseguenza diretta che il livello del franchigia sia piuttosto scadente.

### Titoli
- Ulster Junior Hurling Championship: 3
  - 1995, 1996, 1999
- Lory Meagher Cup: 1
  - 2009

## Colori e simboli

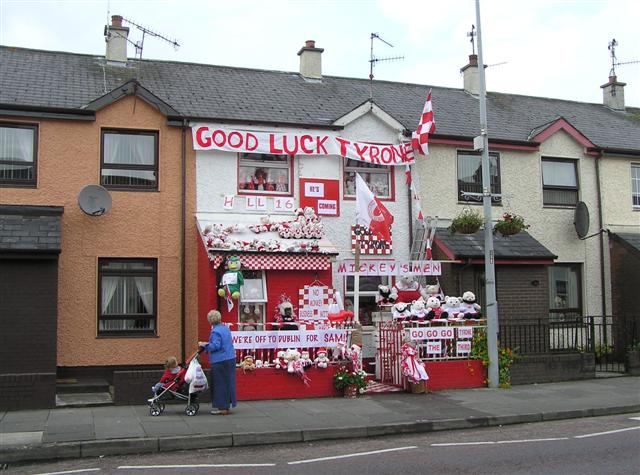
Un'abitazione di Strabane coi colori e simboli della contea

Tyrone gioca con una maglia bianca con dettagli rossi con impressa sul petto una mano rossa. La combinazione cromatica, evidentemente ispirata allo stemma della contea, è stata adottata ufficialmente nel 1927. 
Se la maglia è rimasta pressoché sempre invariata, dettagli a parte, il completo è passato spesso da tenute completamente bianche con bordi rossi ad altre spezzate da pantaloncini e calzettoni rossi. La seconda soluzione era presente in tutte le finali All-Ireland giocate, anche quelle vinte. Attualmente invece il fornitore tecnico ha deciso, dalla stagione 2013, di tornare alla tenuta all-white con bordini rossi già vista negli anni '60 e '70.
Come già detto il simbolo di Tyrone è una mano rossa, simbolo per eccellenza della contea e presente anche al centro dello stemma e della bandiera dell'Ulster. Questo stemma araldico è molto antico e deriva dall'antica famiglia O'Neill che aveva i suoi principali possedimenti proprio nella contea ed era stanziata a Dungannon. Lo stemma usato sulle divise ha variato negli anni: originariamente la mano era inserita in uno scudo, poi venne sostituita dallo stemma ufficiale della contea ed infine dal logo del board che prevede sempre la mano rossa ma inserita in un cerchio. Altro elemento identificativo della contea è una "T" in carattere gaelico, usata come iniziale nel cerchio del logo ed inserita spesso sulle maniche della maglia.

### Evoluzione dello stemma

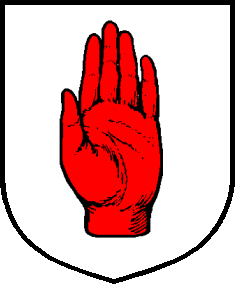
Lo stemma utilizzato sia in origine che prima dell'adozione del logo ufficiale
Lo stemma storico è stato utilizzato per vari periodi, ad esempio nella finale 1986
L'Attuale logo